# 藤原茂
藤原 茂（ふじわら しげる、1948年10月6日 - 2024年5月12日）は、日本の作業療法士。特定非営利活動法人夢の湖舎理事長、（株）夢のみずうみ村社代表取締役。

## 略歴
山口県萩市生まれ。萩光塩学院小学校、広島学院中学校・高等学校卒業。慶應義塾大学経済学部中退。慶應義塾大学在学中に東京都立川市の児童養護施設「至誠学園」で児童指導員となる。
1982年、東京都立府中リハビリテーション専門学校（現・東京都立医療技術短期大学）作業療法学科卒業。医療法人清和会吉南病院で精神科の作業療法士として勤務。高齢者・身体障害者などのリハビリテーション病院の勤務を経る。
1996年、山口コ・メディカル学院作業療法学科科長（2015年現在顧問）。
2000年、特定非営利活動法人「夢の湖舎」設立、理事長就任。2001年、夢のみずうみ村山口デイサービスセンター設立。2005年、株式会社夢のみずうみ村社設立、代表取締役就任。
2009年11月17日、『プロフェッショナル 仕事の流儀』「リハビリが、人生を面白くする」（NHK総合テレビジョン）に出演。

## 著作物

### 著書
- 『介護予防リハビリテーション ： 生活を活発にする』 2005年 青海社 ISBN 4-902249-14-6
- 『自分を広げよう』 2006年 青海社 ISBN 4-902249-24-3
- 『イラストでわかる生活支援のためのリハビリ・プログラム2』 2007年 青海社 ISBN 978-4-902249-27-9
- 『強くなくていい「弱くない生き方」をすればいい 』 2010年 東洋経済新報社 ISBN 978-4-492-04386-8

### 編著
- 『なんでもできる片まひの生活 ： くらしが変わる知恵袋』 臼田喜久江（著） 2003年 青海社 ISBN 4-902249-01-4